# 6e étape du Tour de France 2002
Pour un article plus général, voir Tour de France 2002.
La 6e étape du Tour de France 2002 a eu lieu le 12 juillet 2002 entre Forges-les-Eaux et Alencon sur une distance de 199,5 km. Elle a été remportée au sprint par le porteur du maillot vert allemand Erik Zabel (Telekom) devant l'Espagnol Oscar Freire (Mapei-QuickStep) et l'Australien Robbie McEwen (Lotto-Adecco). Igor González de Galdeano (ONCE-Eroski conserve le maillot jaune à l'issue de l'étape.

## Classement de l'étape
| \| Classement de l'étape \| Classement de l'étape \| Classement de l'étape \| Classement de l'étape \| Classement de l'étape \| \| Coureur \| Coureur \| Pays \| Équipe \| Temps \| \| --------------------- \| --------------------- \| --------------------- \| --------------------- \| --------------------- \| \| 1er \| Erik Zabel \| Allemagne \| Telekom \| 4 h 23 min 07 s \| \| 2e \| Óscar Freire \| Espagne \| Mapei-Quick Step \| + 0 s \| \| 3e \| Robbie McEwen \| Australie \| Lotto-Adecco \| + 0 s \| \| 4e \| Ján Svorada \| Tchéquie \| Lampre-Daikin \| + 0 s \| \| 5e \| Sergueï Ivanov \| Russie \| Fassa Bortolo \| + 0 s \| \| 6e \| Baden Cooke \| Australie \| Fdjeux.com \| + 0 s \| \| 7e \| Thor Hushovd \| Norvège \| Crédit Agricole \| + 0 s \| \| 8e \| Laurent Brochard \| France \| Jean Delatour \| + 0 s \| \| 9e \| Arvis Piziks \| Lettonie \| CSC-Tiscali \| + 0 s \| \| 10e \| Andrej Hauptman \| Slovénie \| Tacconi Sport \| + 0 s \| |                  |           |                  |                 |
| |                  |           |                  |                 |
| |                  |           |                  |                 |
| Classement de l'étape |                  |           |                  |                 |
| Coureur | Coureur          | Pays      | Équipe           | Temps           |
| 1er | Erik Zabel       | Allemagne | Telekom          | 4 h 23 min 07 s |
| 2e | Óscar Freire     | Espagne   | Mapei-Quick Step | + 0 s           |
| 3e | Robbie McEwen    | Australie | Lotto-Adecco     | + 0 s           |
| 4e | Ján Svorada      | Tchéquie  | Lampre-Daikin    | + 0 s           |
| 5e | Sergueï Ivanov   | Russie    | Fassa Bortolo    | + 0 s           |
| 6e | Baden Cooke      | Australie | Fdjeux.com       | + 0 s           |
| 7e | Thor Hushovd     | Norvège   | Crédit Agricole  | + 0 s           |
| 8e | Laurent Brochard | France    | Jean Delatour    | + 0 s           |
| 9e | Arvis Piziks     | Lettonie  | CSC-Tiscali      | + 0 s           |
| 10e | Andrej Hauptman  | Slovénie  | Tacconi Sport    | + 0 s           |

## Classement général
Au classement général pas de changement important dans la course au maillot jaune. Il est toujours sur les épaules de l'Espagnol Igor González de Galdeano (ONCE-Eroski). Il devance son coéquipier Joseba Beloki de quatre secondes et l'Américain Lance Armstrong (U.S. Postal Service) de sept.
| \| Classement général \| Classement général \| Classement général \| Classement général \| Classement général \| \| Coureur \| Coureur \| Pays \| Équipe \| Temps \| \| ------------------ \| ------------------------- \| ------------------ \| ------------------ \| ------------------ \| \| 1er \| Igor González de Galdeano \| Espagne \| ONCE-Eroski \| 23 h 29 min 03 s \| \| 2e \| Joseba Beloki \| Espagne \| ONCE-Eroski \| + 4 s \| \| 3e \| Lance Armstrong \| États-Unis \| US Postal Service \| DQ \| \| 4e \| Jörg Jaksche \| Allemagne \| ONCE-Eroski \| + 12 s \| \| 5e \| Abraham Olano \| Espagne \| ONCE-Eroski \| + 22 s \| \| 6e \| Roberto Heras \| Espagne \| US Postal Service \| + 25 s \| \| 7e \| Isidro Nozal \| Espagne \| ONCE-Eroski \| + 27 s \| \| 8e \| José Azevedo \| Portugal \| ONCE-Eroski \| + 28 s \| \| 9e \| George Hincapie \| États-Unis \| US Postal Service \| + 28 s \| \| 10e \| Marcos Serrano \| Espagne \| ONCE-Eroski \| + 30 s \| |                           |            |                   |                  |
| |                           |            |                   |                  |
| |                           |            |                   |                  |
| Classement général |                           |            |                   |                  |
| Coureur | Coureur                   | Pays       | Équipe            | Temps            |
| 1er | Igor González de Galdeano | Espagne    | ONCE-Eroski       | 23 h 29 min 03 s |
| 2e | Joseba Beloki             | Espagne    | ONCE-Eroski       | + 4 s            |
| 3e | Lance Armstrong           | États-Unis | US Postal Service | DQ               |
| 4e | Jörg Jaksche              | Allemagne  | ONCE-Eroski       | + 12 s           |
| 5e | Abraham Olano             | Espagne    | ONCE-Eroski       | + 22 s           |
| 6e | Roberto Heras             | Espagne    | US Postal Service | + 25 s           |
| 7e | Isidro Nozal              | Espagne    | ONCE-Eroski       | + 27 s           |
| 8e | José Azevedo              | Portugal   | ONCE-Eroski       | + 28 s           |
| 9e | George Hincapie           | États-Unis | US Postal Service | + 28 s           |
| 10e | Marcos Serrano            | Espagne    | ONCE-Eroski       | + 30 s           |

## Classements annexes
| Classement par points | Classement par points | Classement par points | Classement par points | Classement par points |
| Coureur               | Coureur               | Pays                  | Équipe                | Points                |
| --------------------- | --------------------- | --------------------- | --------------------- | --------------------- |
| 1er                   | Erik Zabel            | Allemagne             | Telekom               | 150 pts               |
| 2e                    | Robbie McEwen         | Australie             | Lotto-Adecco          | 143 pts               |
| 3e                    | Óscar Freire          | Espagne               | Mapei-Quick Step      | 101 pts               |
| 4e                    | Baden Cooke           | Australie             | Fdjeux.com            | 100 pts               |
| 5e                    | Stuart O'Grady        | Australie             | Crédit Agricole       | 84 pts                |

| Classement par points | Classement par points | Classement par points | Classement par points | Classement par points |
| Coureur               | Coureur               | Pays                  | Équipe                | Points                |
| --------------------- | --------------------- | --------------------- | --------------------- | --------------------- |
| 1er                   | Erik Zabel            | Allemagne             | Telekom               | 150 pts               |
| 2e                    | Robbie McEwen         | Australie             | Lotto-Adecco          | 143 pts               |
| 3e                    | Óscar Freire          | Espagne               | Mapei-Quick Step      | 101 pts               |
| 4e                    | Baden Cooke           | Australie             | Fdjeux.com            | 100 pts               |
| 5e                    | Stuart O'Grady        | Australie             | Crédit Agricole       | 84 pts                |

| Classement de la montagne | Classement de la montagne | Classement de la montagne | Classement de la montagne | Classement de la montagne |
| Coureur                   | Coureur                   | Pays                      | Équipe                    | Points                    |
| ------------------------- | ------------------------- | ------------------------- | ------------------------- | ------------------------- |
| 1er                       | Christophe Mengin         | France                    | Fdjeux.com                | 39 pts                    |
| 2e                        | Stéphane Bergès           | France                    | AG2R Prévoyance           | 26 pts                    |
| 3e                        | Ludo Dierckxsens          | Belgique                  | Lampre-Daikin             | 15 pts                    |
| 4e                        | Patrice Halgand           | France                    | Jean Delatour             | 12 pts                    |
| 5e                        | Sylvain Chavanel          | France                    | Bonjour                   | 6 pts                     |

| Classement de la montagne | Classement de la montagne | Classement de la montagne | Classement de la montagne | Classement de la montagne |
| Coureur                   | Coureur                   | Pays                      | Équipe                    | Points                    |
| ------------------------- | ------------------------- | ------------------------- | ------------------------- | ------------------------- |
| 1er                       | Christophe Mengin         | France                    | Fdjeux.com                | 39 pts                    |
| 2e                        | Stéphane Bergès           | France                    | AG2R Prévoyance           | 26 pts                    |
| 3e                        | Ludo Dierckxsens          | Belgique                  | Lampre-Daikin             | 15 pts                    |
| 4e                        | Patrice Halgand           | France                    | Jean Delatour             | 12 pts                    |
| 5e                        | Sylvain Chavanel          | France                    | Bonjour                   | 6 pts                     |

| Classement du meilleur jeune | Classement du meilleur jeune | Classement du meilleur jeune | Classement du meilleur jeune    | Classement du meilleur jeune |
| Coureur                      | Coureur                      | Pays                         | Équipe                          | Temps                        |
| ---------------------------- | ---------------------------- | ---------------------------- | ------------------------------- | ---------------------------- |
| 1er                          | Isidro Nozal                 | Espagne                      | ONCE-Eroski                     | 23 h 29 min 30 s             |
| 2e                           | David Millar                 | Royaume-Uni                  | Cofidis-Le Crédit par Téléphone | + 1 min 13 s                 |
| 3e                           | Ivan Basso                   | Italie                       | Fassa Bortolo                   | + 1 min 14 s                 |
| 4e                           | Volodymyr Gustov             | Ukraine                      | Fassa Bortolo                   | + 1 min 25 s                 |
| 5e                           | Rubens Bertogliati           | Suisse                       | Lampre-Daikin                   | + 1 min 43 s                 |

| Classement du meilleur jeune | Classement du meilleur jeune | Classement du meilleur jeune | Classement du meilleur jeune    | Classement du meilleur jeune |
| Coureur                      | Coureur                      | Pays                         | Équipe                          | Temps                        |
| ---------------------------- | ---------------------------- | ---------------------------- | ------------------------------- | ---------------------------- |
| 1er                          | Isidro Nozal                 | Espagne                      | ONCE-Eroski                     | 23 h 29 min 30 s             |
| 2e                           | David Millar                 | Royaume-Uni                  | Cofidis-Le Crédit par Téléphone | + 1 min 13 s                 |
| 3e                           | Ivan Basso                   | Italie                       | Fassa Bortolo                   | + 1 min 14 s                 |
| 4e                           | Volodymyr Gustov             | Ukraine                      | Fassa Bortolo                   | + 1 min 25 s                 |
| 5e                           | Rubens Bertogliati           | Suisse                       | Lampre-Daikin                   | + 1 min 43 s                 |

| Classement par équipes | Classement par équipes          | Classement par équipes | Classement par équipes |
| Équipe                 | Équipe                          | Pays                   | Temps                  |
| ---------------------- | ------------------------------- | ---------------------- | ---------------------- |
| 1re                    | ONCE-Eroski                     | Espagne                | 70 h 27 min 25 s       |
| 2e                     | US Postal Service               | États-Unis             | + 42 s                 |
| 3e                     | CSC-Tiscali                     | Danemark               | + 1 min 36 s           |
| 4e                     | Fassa Bortolo                   | Italie                 | + 4 min 53 s           |
| 5e                     | Cofidis-Le Crédit par Téléphone | France                 | + 5 min 06 s           |

| Classement par équipes | Classement par équipes          | Classement par équipes | Classement par équipes |
| Équipe                 | Équipe                          | Pays                   | Temps                  |
| ---------------------- | ------------------------------- | ---------------------- | ---------------------- |
| 1re                    | ONCE-Eroski                     | Espagne                | 70 h 27 min 25 s       |
| 2e                     | US Postal Service               | États-Unis             | + 42 s                 |
| 3e                     | CSC-Tiscali                     | Danemark               | + 1 min 36 s           |
| 4e                     | Fassa Bortolo                   | Italie                 | + 4 min 53 s           |
| 5e                     | Cofidis-Le Crédit par Téléphone | France                 | + 5 min 06 s           |